# فوسوما (عمارة)

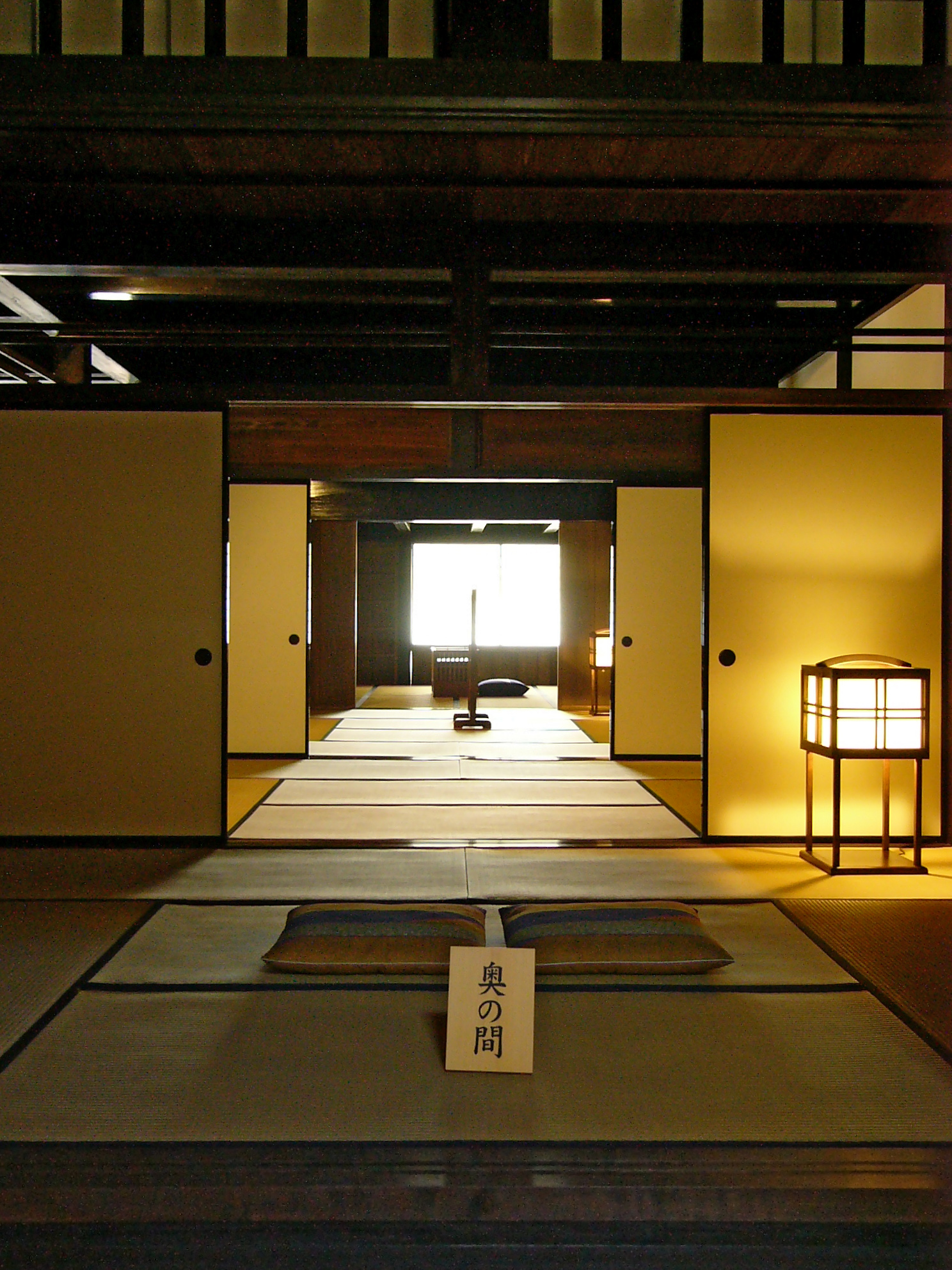
فوسوما

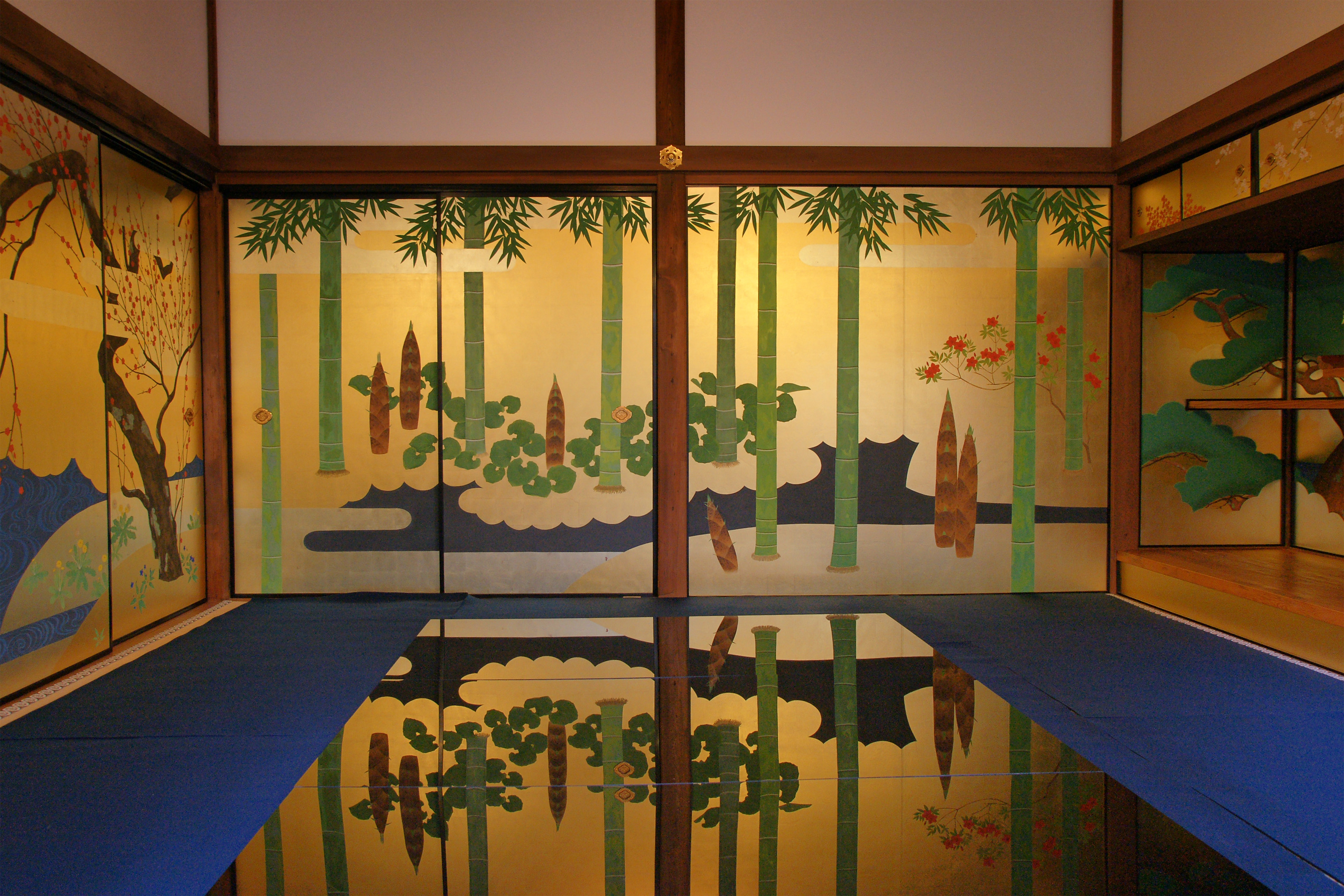
كين بوسوما (الفوسوما الذهبي)

في العمارة اليابانية، الفوسوما (襖) هي ألواح مستطيلة أفقية يمكن أن تنزلق من جانب إلى جانب لإعادة تحديد المساحات داخل الغرفة، أو قد تكون بمثابة أبواب في البيوت اليابانية التقليدية. وعادة ما تكون بعرض حوالي 90 سنتيمتر (3.0 قدم) وبطول 180 سنتيمتر (5.9 قدم)، بنفس حجم حصير التاتامي الياباني، ويبلغ سمكه سنتمتران أو ثلاثة سنتيمترات. ازداد ارتفاع الفوسوما في السنوات الأخيرة بسبب زيادة متوسط ارتفاع السكان اليابانيين، وارتفاع 190 سنتيمتر (6.2 قدم) هو ارتفاع شائع الآن. أما في المنشآت القديمة، فيكون صغيرا حيث يصل إلى 170سم (5 أقدام و7 بوصات).

## التاريخ
يتم رسم الفوسوما، في كثير من الأحيان مع مشاهد من الطبيعة مثل الجبال والغابات أو الحيوانات. أما اليوم، فيتميز الكثير منها بورق الأرز العادي، أو رسومات مطبوعة صناعيًا تمثل المراوح اليدوية أو أوراق الخريف أو أزهار الكرز أو الأشجار أو الرسومات الهندسية. كما يمكن أيضًا شراء أنماط للأطفال تضم شخصيات مشهورة.
كل من الفوسوما والشوجي (مقسمات غرف بورق شفاف) تعمل على قضبان خشبية في الأعلى والأسفل. ويطلق على السكك العليا كاموإييه (鴨居، حرفيا "مكان البطة") والسفلى تسمىشيكي (敷居). تقليديا كانت هذه السكك مشمعة، ولكن في هذه الأيام عادة ما يكون لديهم شريط فينيل مشحم لتسهيل حركتهما (الفوسوما والشوجي).
جنبا إلى جنب مع الفوسوما، والشوجي وحصيرالتاتامي (حصير من القش على الأرض) يشكلون الغرفة اليابانية النموذجية أو الواشيتسو.